# بزة (جنس)
بَزّة أو نِيْريَّة (الاسم العلمي Zygaena)، جنس من العث حرشفيات الأجنحة وفصيلة العثيات الحرجية. وهي عثات ذات ألوان زاهية تسرح في النهار. مواطنها الأصيلة المنطقة القطبية الشمالية القديمة.

## روابط خارجية
- List of Zygaena Types
- Savela، Markku. "Zygaena Fabricius, 1775". Lepidoptera and Some Other Life Forms. مؤرشف من الأصل في 2019-07-11. اطلع عليه بتاريخ 2017-12-09.
- A revised check-list of the genus Zygaena Fabricius, 1775 (Lepidoptera: Zygaenidae, Zygaeninae), based on the biospecies concept[وصلة مكسورة]
- Images at موسوعة الحياة